# 五個荘町
五個荘町（ごかしょうちょう）は、滋賀県神崎郡にかつて存在した町。近江商人発祥地の一つとして知られる。2005年2月11日周辺市町と合併し、東近江市の一部となった。

## 概要
古来より交通の要衝で、古代には東山道、近世には中山道や御代参街道（伊勢道）が通り、現在も国道8号と東海道新幹線が町中央部を横断している。その利点を活かして、中世以降近江商人発祥地の一つとして発展。特に江戸時代後期から昭和初期にかけて多くの商人を輩出し、成功して財を成した商人の屋敷や庭園などが残る。1980年代後半頃から「近江商人発祥の地・てんびんの里」のキャッチフレーズのもと、それらの保存活動や観光資源化が進められている。

### 町名
繖山東麓にあった「山前荘（やまさき、やまざき、やまのまえ-のしょう）」が鳥羽院政期（12世紀）に「山前五個荘」と称されたことに由来する。「五」は、山前荘に主要な荘園が五つ所在していたことによる。該当する荘園については諸説あるが、一つに南荘（現在の金堂・川並・塚本・石馬寺付近）・北荘（現在の宮荘付近）・東荘（現在の竜田・北町屋・石川付近）・橋詰荘（現在の七里・石馬寺付近。橋爪荘とも）・新八里荘（未詳）を指すとされる。「空閑（こかん）」の転訛であるとの説もある。
かつては「五箇荘」と表記され、現在も駅名などに残っているが、自治体名としては発足当初から「五個荘町」であり、「五箇荘町」は誤りである。俗に「ごかのしょう」とも読まれる。「五個荘」のアクセントについては、共通語では中高型で発音されることが多いが、地元ではすべて高音の平板型で発音される。合併によって五個荘町は消滅したが、町名を残してほしいという意見が多かったため、合併後も宮荘を除いて住所表記を「東近江市五個荘○○町」として町名を残している（東近江市#合併に伴う住所変更を参照）。

## 地理
滋賀県東部、近江盆地（湖東平野）に位置する。町域の東部を愛知川、西部を繖山（きぬがさやま。主峰は観音寺山とも）、南部を箕作山（みつくりやま）、北東部を和田山によって画され、中央部は平地が広がる。平地では東部に大同川（だいどうがわ）、西部に天保川（てんぽうがわ）、北西部に瓜生川（うりゅうがわ）が流れる。

### 地区
- 東地区
町南部。旭村を構成していた山本（やまもと）・新堂（しんどう）・木流（きながせ）・平阪（ひらさか）・伊野部（いのべ）・奥（おく）・三俣（みつまた）・北町屋（きたまちや）・石塚（いしづか）と旧安土町の清水鼻（しみずはな）からなる。中心集落は山本で、旧村時代には役場や小学校が置かれていた。隣接する八日市市建部地区とつながりが深く、春には両地区合同で祭礼を行う。
- 南地区
町西部。南五個荘村を構成していた金堂（こんどう）・石川（いしかわ）・塚本（つかもと）・川並（かわなみ）・石馬寺（いしばじ）・七里（しちり）・下日吉（しもびよし）からなる。中心集落は金堂と川並で、旧村時代には金堂（のち、中間の塚本）に役場や小学校が置かれていた。合併後、下日吉は旧八日市市建部日吉町（旧建部村上日吉）に合わせて「五個荘日吉町」となった。
- 北地区
町北東部。北五個荘村を構成していた宮荘（みやしょう）・五位田（ごいで）・竜田（たつた）・小幡（おばた）・中（なか）・簗瀬（やなぜ）・和田（わだ）・河曲（かまがり）からなる。中心集落は宮荘と小幡で、旧村時代には宮荘に役場や小学校が置かれていた。また地理的に町の中央である竜田には町役場をはじめ公共施設が集中している。合併後、宮荘は旧五個荘町で唯一「五個荘」を冠せず「宮荘町」となった。

### 自然
五個荘は里山に囲まれ、また愛知川沿いには河辺林が広がっていた。戦後、里山は林業衰退によって荒廃し、河辺林は工場用地としてごく限られた区画を残して伐採された。里山については近年その価値が再認識されるようになり、複数の里山保全団体が間伐や登山道整備などを行っている。
清流の多い土地でもあり、町域各地で鈴鹿山脈からの伏流水が湧出していた。戦後、永源寺ダム建設による水量減少や、工場誘致による地下水汲み上げによって多くの水源が枯渇し、また圃場整備もあいまって多くの生物が姿を消した。棲息地を追われた生物の一つに絶滅危惧種ハリヨがある。宮荘では一旦枯渇した湧水を「ハリヨの里あれぢ」として整備し、ハリヨの保護活動を行っている。

## 歴史
七里や五位田など条里制に由来する地名があることから、古代から開発が進んでいたと考えられる。律令制下では建部郷（現在の五個荘南部から八日市北部）と小幡郷（現在の五個荘北部から能登川東部）に属していた。建部郷は建部（健部）氏の本拠地であったとされる。北町屋付近には神崎郡の郡衙が、清水鼻付近には東山道の駅が置かれた。
中世には大きく分けて、建部荘（日吉社領→建部社領）・山前荘（日吉社領→延暦寺領→皇室領）・小幡荘（藤原氏領）の三つの荘園があり、六角氏が守護大名として支配した。六角氏の本拠地に隣接するため町域各地に城砦が築かれ、のちに織田信長との観音寺城の戦いでは町域全域が戦場となった。
室町時代には東山道に近い小幡三郷（現在の小幡・中・簗瀬）から商人が起こり、伊勢方面で活動する四本商人（保内・石塔・沓掛と小幡）と若狭方面で活動する五箇商人（八坂・薩摩・田中江・高島南市と小幡）の二つの商業集団に属した。商業利権を巡って保内商人との争いが絶えず、小幡商人は徐々に衰退するが、一部は安土城下、さらに八幡山城下へと移り、八幡商人の一部となった。近江八幡市の旧市街には現在も小幡町という町名が残っている。
江戸時代には、初期は幕府と彦根藩、1685年（貞享2年）以降は彦根藩と郡山藩が領有した。彦根藩の商業自由化政策もあって、享保以降、金堂・川並・山本・宮荘など町域各地から多くの商人が発生した。八幡商人や日野商人の後発ということで不利な立場であったが、江戸末期から近代にかけて飛躍的に成長し、日本国内はもとより朝鮮半島・中国大陸へ進出する者もあった。近江尚商会発行『近江商人』には、「神崎郡の旭村大字山本と南五個荘村大字川並及金堂は、もとより田舎の小部落なれど、ひとたび足を入るもの誰か豪家櫛比の状に驚かん」とあり、富裕な家が建ち並んでいた。当時の屋敷の一部は現存しており、とりわけ金堂は保存活動が盛んで、1998年に重要伝統的建造物群保存地区として選定されている。

### 沿革
- 1955年（昭和30年）1月1日 - 神崎郡旭村・北五個荘村・南五個荘村および蒲生郡安土町の一部（大字清水鼻）が合併して神崎郡五個荘町が発足。
- 2002年（平成14年）1月4日 - 能登川町・安土町とともに合併協議会を設置[4]（安土市構想）。
- 2002年（平成14年）12月 - 3町会全てが合併否決し[5]、合併協議会協議会は解散[6]。
- 2005年（平成17年）2月11日 - 八日市市・愛知郡愛東町・湖東町・神崎郡永源寺町と合併して東近江市が発足[2]。同日五個荘町廃止。

## 行政
- 歴代町長
  - 町長職務執行者 古川左近 1955年1月1日就任
  - 初代-4代 小杉守一 1955年2月1日就任
  - 5代-9代 中村哲三 1971年2月1日就任
  - 10代-12代 小串勲 1991年2月1日就任
  - 13代 前田清子 2003年2月1日就任

## 産業
稲作を中心とする農村地帯であるが、1戸当たりの耕地面積が狭く、かつては零細農家が多かった。農閑期の副業として行商が行われたのが近世の五個荘における近江商人の始まりである。現在は兼業農家あるいは第2次産業や第3次産業に従事する者がほとんど。農業以外の伝統的な主要産業は麻織物産業（近江上布）で、現在は綿織物や化学繊維も生産されている。伝統工芸は小幡人形、三俣の梵鐘、簗瀬箕（近世から近代）など。

## 教育
- 幼稚園・保育所
  - 東幼稚園（山本）
  - 北幼稚園（宮荘）
  - あじさい教育センター（金堂）
    - 南幼稚園
    - すみれ保育所

合併後は五個荘すみれ保育園

合併後の2009年4月、さくらんぼ幼児園に改称。
- 小学校
  - 五個荘小学校（竜田）
- 中学校
  - 五個荘中学校（小幡）

神崎商業学校（現在の滋賀県立八日市南高等学校）の校地と校訓（自彊不息）を引き継ぐ。
- 専門学校
  - 淡海書道文化専門学校（竜田）

川並の塚本さとが1919年（大正8年）に設立した淡海女子実務学校（のち淡海実践女学校、淡海高等女学校）の校地と校舎を引き継ぐ。
- その他
  - 町学校給食センター（小幡）

幼稚園から中学校までの学校給食を提供している。
  - 町ひまわり児童館（竜田）

町公民館に併設。合併後、「五個荘こどもの家」に改称。

## 公共機関

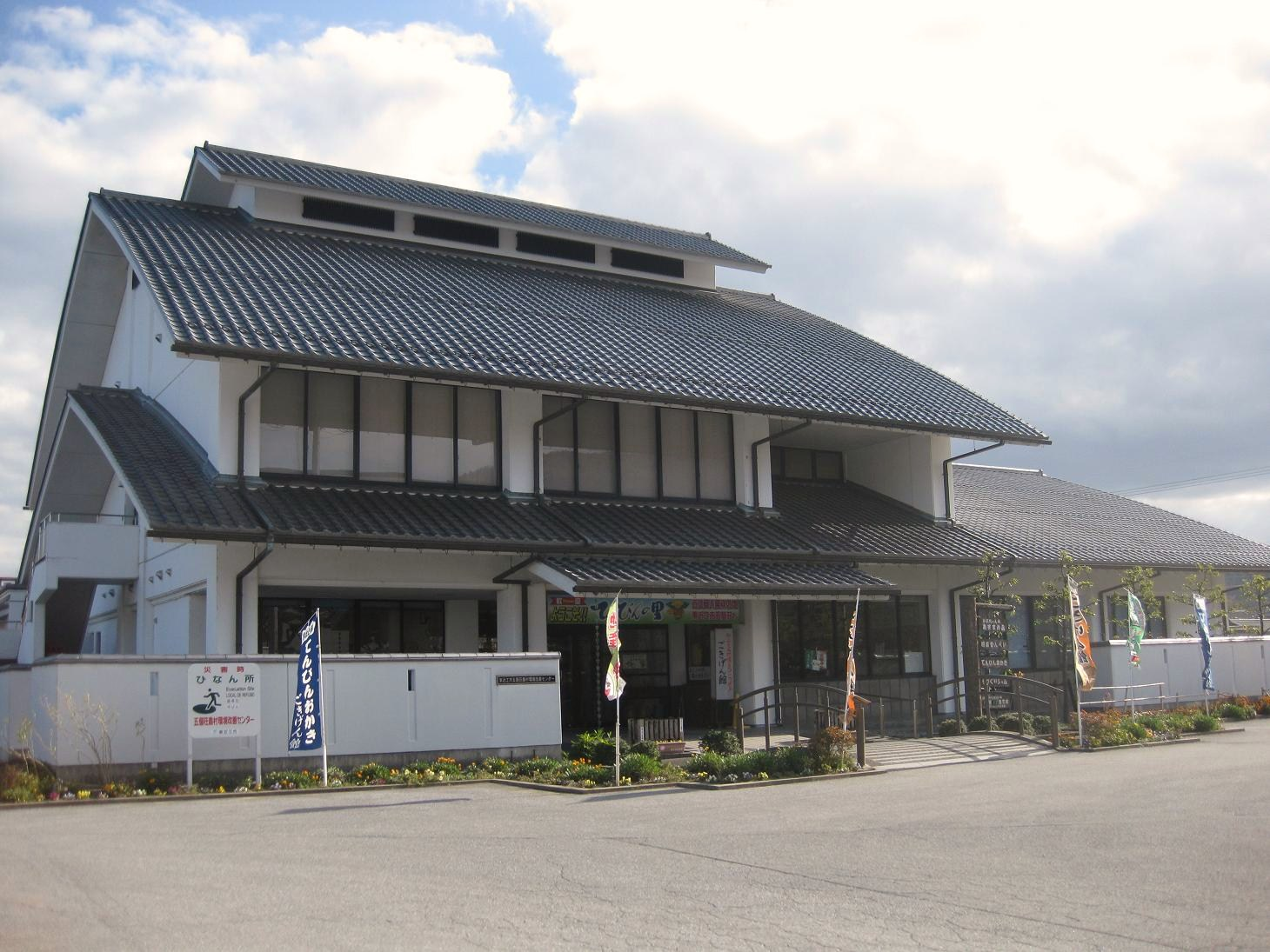
農村環境改善センター

- 町役場（竜田）
1899年から1926年まで神崎郡役所が建っていた土地。有線放送「五個荘オフトーク通信」の放送局を併設（合併後東近江ケーブルネットワーク開局に伴い廃止）。合併後も2013年2月まで東近江市役所五個荘支所や五個荘地区まちづくり協議会事務所として用いられた。
- 町公民館（竜田）
合併後も2013年2月まで五個荘コミュニティセンターとして用いられた。
- てんびんの里文化学習センター（竜田）
あじさいホールや近江商人博物館（五個荘町歴史博物館）がある。
- 町立図書館（竜田）
- 町農村環境改善センター（生き活き館）（塚本）
五個荘観光の拠点で、東近江市観光協会本部や物産販売所がある。合併後の2011年2月、「ぷらざ三方よし」に改称。
- 町立体育館（小幡）
1981年のびわこ国体でフェンシング会場として用いられた。
- 保健センター（すこやかハウス）（小幡）
合併後の2013年2月、建物が改修されて東近江市五個荘支所となった[7]。
- 福祉センター（小幡）
合併後の2013年2月、建物が改修されて五個荘コミュニティセンターとなった[7]。
- 町立老人憩いの家寿荘（奥）
- 町立高齢者能力活用センター（山本）
- 県立軽費老人ホームきぬがさ荘（川並）
- 特別養護老人ホーム清水苑（川並）
- 農業者多目的研修集会施設（小幡）
- 繖公園（川並）、黎明の里（川並）、中央公園（小幡）、あじさいさくら公園（石馬寺）、五個荘北公園（中）
- 八日市警察署五個荘東駐在所（山本）、五個荘南駐在所（金堂）、五個荘北駐在所（宮荘）
合併後の2006年、東近江警察署五個荘交番に統合（所在地は旧五個荘北駐在所）。
- 五個荘郵便局（竜田）、五個荘山本郵便局（山本）
- グリーン近江農業協同組合五個荘支店（竜田）、五個荘ライスセンター（宮荘）
かつては山本にも農協五個荘旭支店が開設されていた。
- 神崎中央病院（清水鼻）
- 滋賀銀行五個荘支店（北町屋）
- 湖東信用金庫五個荘支店（北町屋）
- 平和堂フレンドマート五個荘店（石塚）

## 交通

### 鉄道

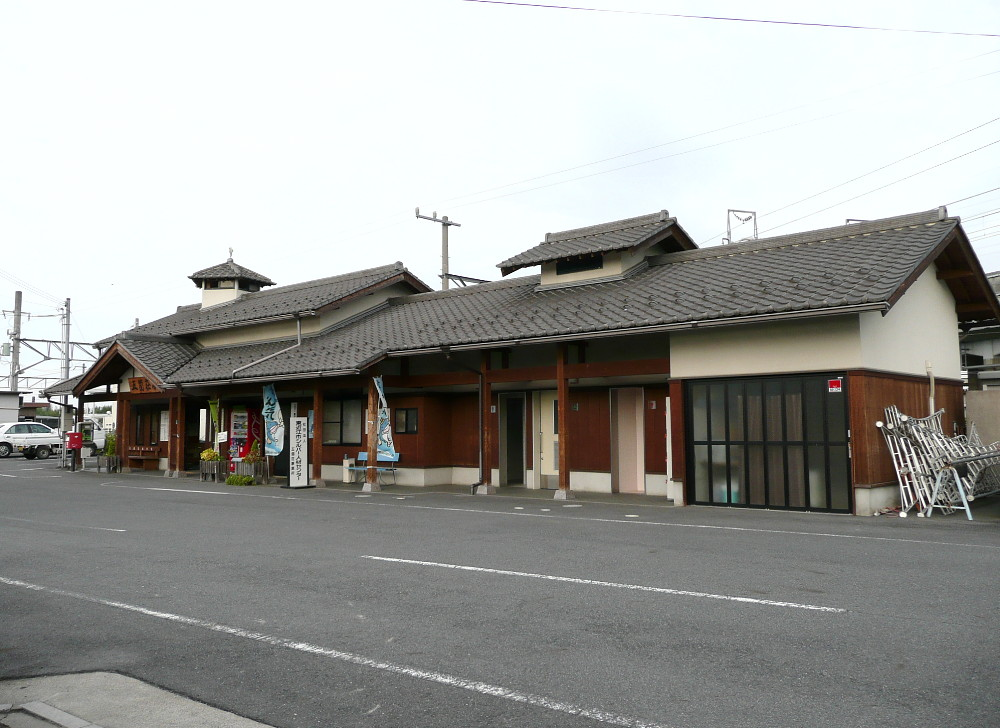
商人屋敷を模した五箇荘駅

近江鉄道本線が町東部を通過しており、小幡に五箇荘駅（無人だが、コミュニティセンターを併設）が設置されている（「五個荘駅」ではない）。五箇荘駅から町内各地へは五個荘町内循環バスが運行されていた（合併後の現在は乗合タクシーに転換）。八日市市域ではあるが、町南部は河辺の森駅（無人）も最寄り駅となる。
JRは東海道新幹線が通過するのみであり、在来線の駅としては能登川町の東海道本線（琵琶湖線）能登川駅が最寄り駅である。町南部・西部を経由して近江鉄道八日市駅方面と能登川駅を結ぶバス路線（神崎線）が近江鉄道バスによって、町北東部を経由して近江鉄道愛知川駅方面と能登川駅を結ぶバス路線（角能線）が湖国バス（近江鉄道子会社）によって運行されている。

### 道路
- 一般国道
  - 国道8号
- 主要地方道
  - 滋賀県道52号栗見八日市線
- 一般県道
  - 滋賀県道202号佐生五個荘線
  - 滋賀県道209号八日市五個荘線
  - 滋賀県道210号五個荘停車場線
  - 滋賀県道328号五個荘八日市線
  - 滋賀県道553号今簗瀬線
- その他

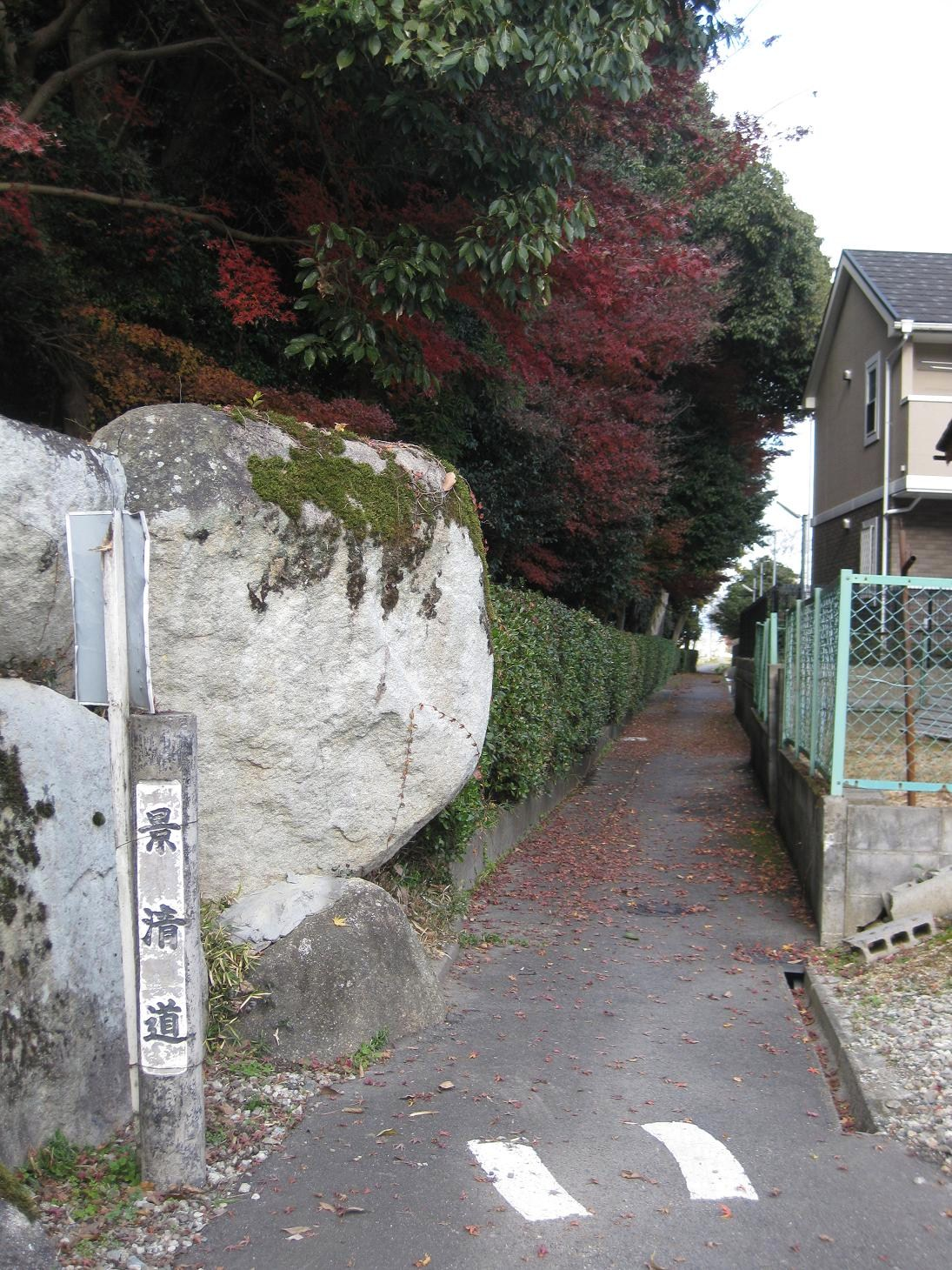
景清道

  - 景清道（平景清伝説が残る、中山道の脇街道）
  - きぬがさ山トンネル、きぬがさ街道（繖山を横断して県道202号と能登川町の県道2号を結ぶ道路）
  - 観音寺林道（きぬがさ街道から観音正寺につながる有料林道）
  - 腰越林道（箕作山を横断して清水鼻と伊野部を結ぶ林道。現在、通行には事前の許可が必要）

## 名所・史跡

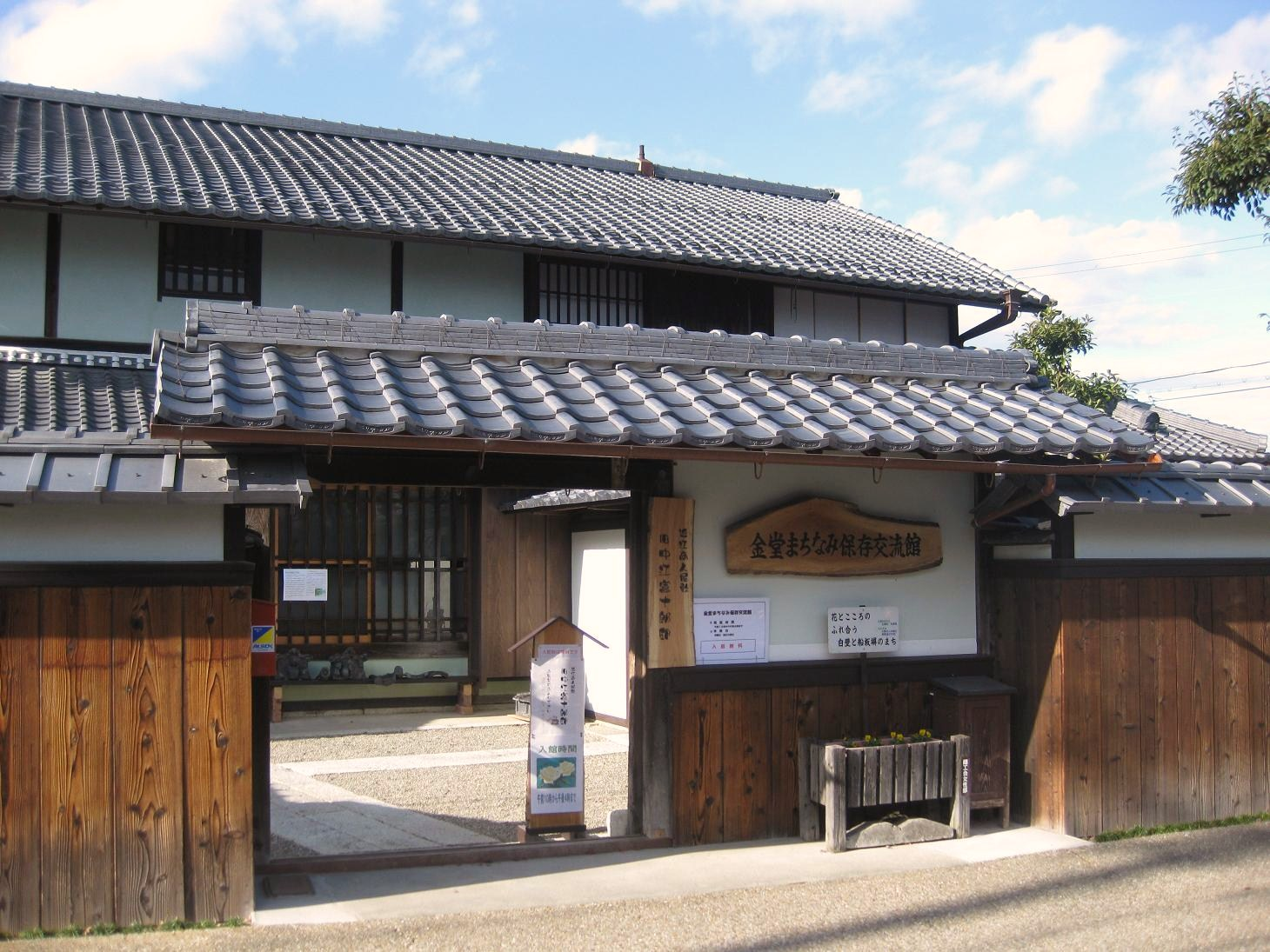
金堂まちなみ保存交流館

- 石馬寺（石馬寺） - 木造十一面観音像など6件が国の重要文化財。
- 慈恩寺（清水鼻） - 木造十一面観音立像が国の重要文化財。
- 法蓮寺（木流） - 絹本著色被帽地蔵菩薩像が県指定有形文化財。
- 正眼寺（小幡） - 紙本墨書安南国書が県指定有形文化財。
- 金堂の町並み - 重要伝統的建造物群保存地区。美しい日本のむら景観百選。
  - 弘誓寺 - 本堂が国の重要文化財。
  - 大城神社
  - 近江商人屋敷 - 外村宇兵衛邸（てんびんの里伝統家屋博物館）、外村繁邸（外村繁文学館）、中江準五郎邸（旧あきんど大正館）
  - 金堂まちなみ保存交流館（旧中江富十郎邸。開館は合併後）
- 五個荘町歴史民俗資料館（宮荘。現近江商人屋敷藤井彦四郎邸） - 客殿と洋館が県指定有形文化財。主屋や土蔵などが登録有形文化財。
- 近江商人博物館（てんびんの里文化学習センター内）
- 観峰館（竜田） - 公益財団法人日本習字教育財団が運営する博物館。
- 川並の町並み
  - 聚心庵 - 旧塚本定三衛門邸。イベント時公開。
  - 八年庵 - 旧塚本源三郎邸。一般公開は合併後。
  - 紅葉公園 - 商人塚本仲右衛門が私財を投じて整備した自然公園。
- 山本の町並み
  - 小泉家住宅 - 登録有形文化財（登録は合併後の2015年8月4日）。
- 竜田の町並み
  - 松居家住宅洋館 - 旧五箇荘郵便局舎。登録有形文化財（登録は合併後の2009年1月8日）。
  - 松樹館 - 旧松居久右衛門邸。登録有形文化財（登録は合併後の:2021年2月4日）。
- 六角氏の居城跡、観音寺城の戦いの舞台。
  - 観音寺城跡（川並ほか。安土町にまたがる） - 史跡。
  - 箕作城跡（山本ほか。八日市市にまたがる）
  - 佐生日吉城跡（下日吉。能登川町にまたがる）
  - 和田山城跡（和田。能登川町にまたがる）
- 正瑞寺古墳（下日吉） - 滋賀県下最大級の横穴式石室を持つ円墳。
- 清水鼻の名水（清水鼻） - 中山道の旅人を潤した湧水。米原市醒井宿の「居醒の清水」、彦根市の「十王村の水」とともに湖東三名水の一つ。
- 近江鉄道愛知川橋梁（簗瀬。愛知川町にまたがる） - 登録有形文化財（登録は合併後の2008年10月23日）。

## 主な祭事・催事
- 商家に伝わるひな人形めぐり、人間雛
2月上旬から3月上旬にかけて行われるイベント。近江商人屋敷で江戸から現代までの雛人形を展示する。
- 春祭り
4月に町内各地で行われる。大きなものに、第1土・日曜日に小幡・中・五位田・簗瀬が合同で行う「小幡祭り」、第2土・日曜日には伊野部・木流・山本・新堂・三俣・奥と八日市市建部地区が合同で行う「建部祭り」、金堂・竜田・北町屋・石川・川並・塚本・七里が個別に行う「五箇祭り」（大正・昭和までは合同開催）がある。奥の提灯（「奥村のおばけ提灯」と称される）と宮荘の神輿は県下最大を誇る名物。
- てんびんの里ウォークラリー
5月第3日曜日に中央公園を起点に行われるウォークラリー。
- 明神祭り
7月第3土・日曜日に行われる雨乞い祭礼。雨宮龍神社（石馬寺）で石馬寺・金堂・七里・下日吉・宮荘・竜田・川並・北町屋・石川・塚本が合同で行う。
- 虫送り
7月の土用の頃に行われる害虫駆除の祭礼。一部の地区で継承されている。
- 地蔵盆
8月中旬・下旬に町内各地で行われる。地蔵盆と並行して、子供向けの催し物や屋台などが地域住民によって行われることが多い。
- 秋祭り
9月中旬に町内各地で行われる（伊野部は10月10日）。
- ぶらりまちかど美術館・博物館、ごかのしょう新近江商人塾
秋分の日に行われるイベント。普段は非公開の屋敷や寺社などが特別公開されたり、大正期の時代行列が行われたりする。合併後、「ぶらりまちかど美術館・博物館」は「ぶらっと五個荘まちあるき」に改称された。
- ふれあい広場
11月初旬に中央公園で行われる町民イベント。

## 著名な出身者
- 建部伝内（中世末から江戸初期の書家）
- 中村治兵衛（江戸中期の商人。有名な近江商人の理念「三方よし」の原典を書き残した[8]）
- 中村治朗兵衛（中村治兵衛家の分家 福島中合百貨店創業者）
- 高田善右衛門（江戸後期の商人。勤勉な商人の鏡として戦前の修身教科書で紹介された）
- 塚本定次（幕末・明治の商人。弟の塚本正次とともに公共奉仕に努め、勝海舟『氷川清話』で偉大な商人として紹介された）
- 野村文挙（画家。出生地は京都市）
- 外村繁（小説家）
- 北川弥助（政治家）
- 塚本邦雄（歌人）
- 塚本幸一（ワコール創業者。出生地は仙台市）
- 市田忠義（政治家。出生地は大阪市）
- 辻亮一（小説家）
- 外村文象（小説家）
- 深尾道典（脚本家）
- 中路融人（画家。母の実家が五個荘）
- 川内倫子（写真家）

## 五個荘町を舞台にした作品
- 文学
  - 外村繁『草筏』『筏』『花筏』『澪標』
  - 司馬遼太郎『街道をゆく 近江散歩・奈良散歩』
  - 秦恒平『みもごりの湖』
  - 深尾道典『私の動物図鑑』
  - 川島民親『スズメバチの死闘[9]・ぼくらの動物記[10]』
- 映画
  - 『てんびんの詩』（1988年）
- ロケ地となったもの
  - 映画『呉清源〜極みの棋譜〜』（2007年日本公開）
  - 映画『俺は、君のためにこそ死ににいく』（2007年）
  - 映画『憑神』（2007年）
  - テレビ朝日ドラマ『愛と死をみつめて』（2006年）
  - テレビ朝日ドラマ『エラいところに嫁いでしまった!』（2007年）
  - その他、時代劇など。